# Ливерпульский научно-исследовательский институт астрофизики
Научно-исследовательский институт астрофизики (англ. Astrophysics Research Institute, сокр. ARI) является частью Ливерпульского университета имени Джона Мурса. Расположен в Ливерпуле.
Институт проводит фундаментальные естественно-научные исследования в области астрономии и астрофизики.
Институт сотрудничает с такими международными проектами как LIGO, VIRGO, CTA, Euclid, LSST и другими.
Программы обучения представлены трехлетними курсами бакалавриата и четырехлетними курсы магистратуры по астрономии и астрофизике совместно с Университетом Ливерпуля

## История
Летом 2013 года институт переехал из Биркенхеда в Ливерпульский научный парк.
В 2017 году институт выиграл грант на 1,2 млн фунтов стерлингов. Профессор Крис Коллинз, бывший директором университета в то время сообщил, что такой суммы хватит для работы до 2021 года, при сохранении текущего уровня расходов.

## Исследования
В институте проводятся исследования в следующих направлениях:
- Формирование звёзд и звёздные населения
- Формирование и эволюция Галактик
- Приборостроение и разработка программного обеспечения в области астрономии

и других.